# Xã Lost Creek, Quận Platte, Nebraska
Xã Lost Creek (tiếng Anh: Lost Creek Township) là một xã thuộc quận Platte, tiểu bang Nebraska, Hoa Kỳ. Năm 2010, dân số của xã này là 517 người.